# Liste antiker Ortsnamen und geographischer Bezeichnungen/Er
| Lateinischer Name | Griechischer Name   | Beschreibung                                        | Heute                                                                  | Quellen und Verweise | Lage |
| ----------------- | ------------------- | --------------------------------------------------- | ---------------------------------------------------------------------- | -------------------- | ---- |
| Eractum           |                     |                                                     |                                                                        | Smith;               |      |
| Erae              |                     |                                                     |                                                                        | Smith;               |      |
| Erana             |                     |                                                     |                                                                        | Smith;               |      |
| Erana             |                     |                                                     |                                                                        | Smith;               |      |
| Erannaboas        |                     |                                                     |                                                                        | Smith;               |      |
| Erasinus          |                     |                                                     |                                                                        | Smith;               |      |
| Eravisci          |                     |                                                     |                                                                        | Smith;               |      |
| Erbessus          |                     |                                                     |                                                                        | Smith;               |      |
| Ercta             |                     |                                                     |                                                                        | Smith;               |      |
| Erdini            |                     |                                                     |                                                                        | Smith;               |      |
| Erebinthodes      |                     |                                                     |                                                                        | Smith;               |      |
| Eresus            |                     |                                                     |                                                                        | Smith;               |      |
| Eretria           | Ἐρέτρια (Eretria)   | Stadt auf der Insel Euböa                           | Eretria                                                                | Smith (1);           |      |
| Eretria           | Ἐρέτρια (Eretria)   | Stadt in Thessalien                                 | Eretria                                                                | Smith (2);           |      |
| Eretum            |                     |                                                     |                                                                        | Smith;               |      |
| Erezii            |                     |                                                     |                                                                        | Smith;               |      |
| Erga              | Ἔργα (Erga)         | Stadt in Hispanien                                  | möglicherweise Terrassa in Katalonien                                  | Ptol. 2.6.68; Smith; |      |
| Ergasteria        |                     |                                                     |                                                                        | Smith;               |      |
| Ergavica          |                     |                                                     |                                                                        | Smith;               |      |
| Ergetium          |                     |                                                     |                                                                        | Smith;               |      |
| Erginus           |                     |                                                     |                                                                        | Smith;               |      |
| Ergisce           |                     |                                                     |                                                                        | Smith;               |      |
| Eriboea           |                     |                                                     |                                                                        | Smith;               |      |
| Eribolum          |                     |                                                     |                                                                        | Smith;               |      |
| Ericinium         |                     |                                                     |                                                                        | Smith;               |      |
| Ericusa           |                     | eine der Äolischen Inseln                           | Alicudi                                                                | Smith (6);           |      |
| Eridanus          | Ἠριδανός (Ēridanos) | Name des Flusses Padus bei den griechischen Autoren | Po in Norditalien                                                      | Smith;               |      |
| Eridanus          | Ἠριδανός (Ēridanos) | Bach in Athen                                       | Eridanos                                                               | Smith;               |      |
| Erigon            |                     |                                                     |                                                                        | Smith;               |      |
| Erineia           |                     |                                                     |                                                                        | Smith;               |      |
| Erineus           |                     |                                                     |                                                                        | Smith;               |      |
| Erineus           |                     |                                                     |                                                                        | Smith;               |      |
| Erisane           |                     |                                                     |                                                                        | Smith;               |      |
| Eritium           |                     |                                                     |                                                                        | Smith;               |      |
| Eriza             |                     |                                                     |                                                                        | Smith;               |      |
| Erizeli           |                     |                                                     |                                                                        | Smith;               |      |
| Ernaginum         |                     |                                                     |                                                                        | Smith;               |      |
| Ernodurum         |                     |                                                     |                                                                        | Smith;               |      |
| Erochus           |                     |                                                     |                                                                        | Smith;               |      |
| Erpeditani        |                     |                                                     |                                                                        | Smith;               |      |
| Erubrus           |                     |                                                     |                                                                        | Smith;               |      |
| Erymandrus        |                     |                                                     |                                                                        | Smith;               |      |
| Erymanthus        |                     |                                                     |                                                                        | Smith;               |      |
| Erymnae           |                     |                                                     |                                                                        | Smith;               |      |
| Erytheia Insula   |                     |                                                     |                                                                        | Smith;               |      |
| Erythini          |                     |                                                     |                                                                        | Smith;               |      |
| Erythrae          | Ἐρυθραί (Erythrai)  | Stadt in Ionien                                     | an der Ägäisküste beim Dorf Ildır im Landkreis Çeşme der Provinz İzmir | Smith;               |      |
| Erythrae          | Ἐρυθραί (Erythrai)  | Stadt in Böotien                                    | bei Dafni in der Gemeinde Dervenochori in Böotien                      | Smith (1);           |      |
| Erythrae          | Ἐρυθραί (Erythrai)  | Stadt in Lokris                                     | bei Monastiraki, etwa 10 km östlich von Nafpaktos                      | Smith (2);           |      |
| Erythrae          | Ἐρυθραί (Erythrai)  | Stadt in der Malis, nordöstlich am Fuß des Oeta     | bei Franizis                                                           |                      |      |
| Erythraea         |                     |                                                     |                                                                        | Smith;               |      |
| Erythraeum        |                     |                                                     |                                                                        | Smith;               |      |
| Erythraeum Mare   |                     |                                                     |                                                                        | Smith;               |      |
| Erythrum          | Ἐρυθρόν (Erythron)  | Stadt in der Kyrenaika                              | Al Athrun in Libyen                                                    | Smith;               |      |
| Eryx              | Ἔρυξ (Eryx)         | Stadt und Berg auf Sizilien                         | Erice in der Provinz Trapani                                           | Smith;               |      |